# Alec Jeffreys
Sir Alec John Jeffreys, CH, FRS, MAE (* 9. ledna 1950 Oxford) je britský genetik, který vyvinul metody na izolaci a analýzu částí lidské DNA pro genetickou daktyloskopii a profilování DNA, které dnes používají forenzní vědci na celém světě, aby pomohli policii při vyšetřování a dokazování v trestních i civilních řízeních, jako například při určování otcovství či identifikaci stop z místa činu. Je profesorem genetiky na Univerzitě v Leicesteru a 26. listopadu 1992 obdržel ocenění Freedom of the city města Leicesteru. V roce 1994 byl povýšen do šlechtického stavu za služby genetice.

## Životopis
Narodil se v Oxfordu, kde strávil prvních šest let života. V roce 1956 se rodina přestěhovala do Lutonu v hrabství Bedfordshire. Svoji zvědavost a vynalézavost připisuje dědictví po otci a dědovi z otcovy strany, který vlastnil řadu patentovaných vynálezů. V osmi letech dostal Jeffreys od otce sadu pro začínající chemiky, kterou si po několik následujících let rozšiřoval o další chemikálie, s nimiž dělal různé pokusy. Otec mu pořídil i starý viktoriánský mosazný mikroskop, který mu sloužil ke zkoumání biologických vzorků. Někdy kolem dvanácti si zhotovil malou pitevní soupravu (včetně skalpelu z rozklepané jehlice), s níž pak provedl pitvu čmeláka. Když však pokročil k pitvání větších živočichů, dostal se do sporu s rodiči. Jednoho nedělního rána našel totiž při rozvážce novin mrtvou kočku. Vzal ji s sebou domů a začal ji pitvat na stole v jídelně před nedělním obědem. Vzpomíná, že když jí prořízl střeva, zaplavil dům odpuzující zápach.
Střední a vyšší školu navštěvoval v Lutonu. Podařilo se mu získat stipendium na čtyřleté studium na Mertonově koleji Oxfordské univerzity, kterou absolvoval v roce 1972 s nejvyšším možným hodnocením v biochemii. Své postgraduální studium v Genetické laboratoři Oxfordské univerzity zakončil získáním titulu Ph.D. s prací o mitochondriích kultivovaných savčích buněk.

## Vědecká práce
Po získání doktorátu odešel na Amsterdamskou univerzitu, kde se věnoval výzkumu savčích genů. V roce 1977 přešel na Univerzitu v Leicesteru, kde v roce 1984 objevil metodu zjišťování rozdílů mezi individuálními DNA. Objevil a rozvinul tak genetickou daktyloskopii.